# Riu Ixim
L'Ixim o Esil (en rus: Ишим Ixim; en kazakh: Есіл Esil) és un riu de Rússia i del Kazakhstan. És un afluent per l'esquerra de l'Irtix. Té 2.450 km de llargària i transcorre pel Kazakhstan i pel sud de Sibèria Occidental, a les províncies d'Omsk i Tiumén. (Rússia).
Transcorre principalment per l'estepa del Kazakhstan, entre Astana i Karaganda. El riu en kazakh s'anomena Esil, i passa per les viles d'Astanà, Atbassar, Esil i Petropavl, abans de franquejar la frontera amb Rússia. En territori rus passa per la ciutat d'Ixim abans de desembocar a l'Irtix.
L'Ixim es glaça a partir de començaments de novembre fins a abril, fins i tot fins al maig. Fora d'aquest període, el riu és navegable en 270 km, des de Petropavl cap al Kazakhstan fins a la seva confluència amb l'Irtix.
El règim del riu és essencialment nival. Les aigües provinents majoritàriament de les deus de les neus. Les aigües altes es troben entre maig-juny. El cabal mensual a Orékhovo, al final del recorregut, pot variar entre 2,3 m³/s a 712 m³/s.
El 2002 començà la construcció d'un perllongament del canal Irtix-Karaganda cap al curs superior de l'Ixim, per tal de transferir l'aigua provinent de l'Irtix cap al dipòsit de Viatxeslàvskoie per a l'alimentació de la nova capital d'Astanà. Aquest dipòsit construït al curs superior de l'Ixim es troba a menys de 50 km de la vila.

## Afluents

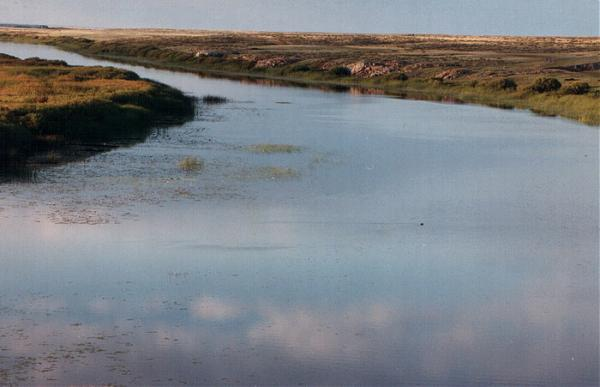
L'Ixim a l'estepa kazakha prop de Derjavinsk, a 400 km a l'oest d'Astanà.

- El Koluton
- El Barsuk
- El Jabai
- El Terissakkan
- L'Akan-Burluk
- L'Imanburlik
- El Bolxaia Tava